# 8831 Brändström
8831 Brändström eller 1989 CO5 är en asteroid i huvudbältet som upptäcktes den 2 februari 1989 av den tyske astronomen Freimut Börngen vid Tautenburg-observatoriet. Den är uppkallad efter den svenska läraren och krigssjuksköterskan, Elsa Brändström.
Asteroiden har en diameter på ungefär 5 kilometer.